# كارولين داني رايت
كارولين داني رايت (بالإنجليزية: Carolyn D. Wright)‏ (و. 1949 – 2016 م) هي شاعرة من الولايات المتحدة الأمريكية . ولدت في ماونتن هوم .
توفيت في بارينغتون .

## مناصب وهيئات
أدارت جامعة براون.

## جوائز
حصلت على جوائز منها:
- زمالة غوغنهايم
- زمالة ماك آرثر.